# (31529) 1999 CW127
1999 CW127 (asteroide 31529) é um asteroide da cintura principal. Possui uma excentricidade de 0.05952370 e uma inclinação de 22.45751º.
Este asteroide foi descoberto no dia 11 de fevereiro de 1999 por LINEAR em Socorro.